# Pete Dowling
Pete Dowling, né le 15 juillet 1876 et décédé le 30 juin 1905, est un joueur américain de baseball qui évolue en ligues majeures entre 1897 et 1901. Ce lanceur connaît une mort tragique : il est décapité par un train alors qu'il marchait sur une voie de chemin de fer.

## Carrière
Dowling frappe un one-hitter le 30 juin 1901 sous les couleurs des Cleveland Blues. Avec 22 défaites enregistrées chez les Blues lors de la saison 1901 (il commence la saison avec les Brewers et rejoint Cleveland en mai), il détient le record du plus grand nombre de défaites pour un lanceur de cette franchise. 